# تاریخ معماری
تاریخ معماری به زمانی بر می‌گردد که آدمی برای زندگی مجبور به ساخت سرپناه برای خویش بود. معماری از دوره‌های پیش از تاریخ اساسی‌ترین نیازهای بشری را همچون ساخت سرپناه و خانه برآورده کرده‌است. در عین حال معماری به دلیل قابلیت خلق طرح‌هایی در ابعاد بزرگ و با شکوه امکان یافته تا به عنوان واسط خود بزرگنمایی و نمایشی در خدمت افراد٬گروها یا کل جامعه قرار بگیرد.
به علاوه معماری بر خلاف ساختن ابزار مانند یک تبر سنگی یا یک جام سفالی تقریباً همک و تلاش جمعی صورت می‌گیرد و نه همت فردی٬در واقع نوعی فعالیت هدفمند و خلاق گروهی از افراد است که در درون یک محیط تاریخی خاص عمل می‌کنند. به همین علت معماری در طی زمان به هیچ وجه صرفاً یک مقوله مختص تاریخ هنر نبوده‌ است. بلکه همیشه به عنوان عاملی مهم٬تاریخ اجتماعی نژاد انسانی را نیز تحت تأثیر خود قرار داده است.

## معماری نوسنگی

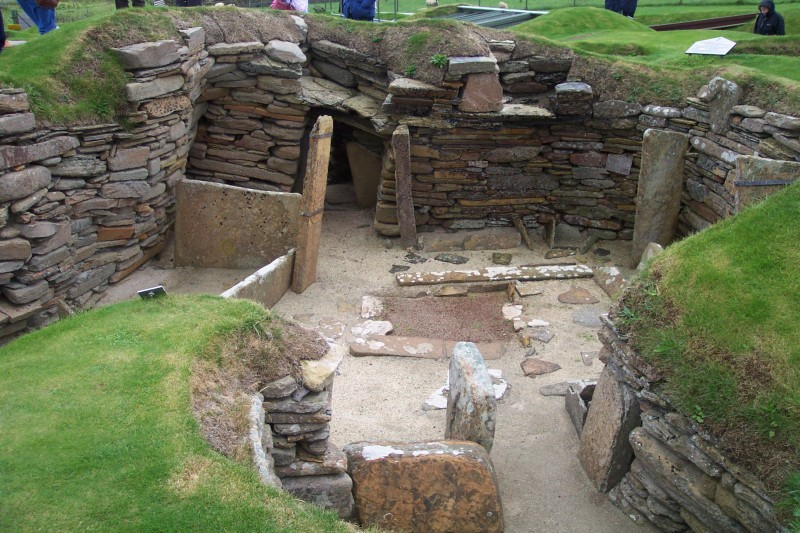
سکارا برای (اسکاتلند)، ۲۲۰۰–۳۲۰۰ سال پیش از میلاد مسیح

معماری نوسنگی، معماری دوران نوسنگی است. در جنوب‌غربی آسیا، فرهنگ نوسنگی درست بعد از ۱۰۰۰۰ سال قبل میلاد در سرزمین شام حضور پیدا کرد. و از آنجا به سمت شرق و غرب گسترش پیدا کرد. در آن‌جا فرهنگ‌های ابتدایی نوسنگی در آناتولی، سوریه و عراق در حدود ۸۰۰۰ ق.م. وجود داشت و اولین جامعهٔ تولیدکننده غذا ابتدا در جنوب شرقی اروپا در حدود ۷۰۰۰ ق. م؛ و در مرکز اروپا در حدود ۵۵۰۰ ق.م. به وجود آمد. البته با چند استثنا کوچک (سرمنشا تیشه‌های مسی و نیزه در منطقه «دریاچه‌های بزرگ» بود). مردم قاره آمریکا تا زمانی که اروپاییان با آن‌ها ارتباط پیدا کردند در مرحله نوسنگی در تکنولوژی باقی‌ماندند.
مردم دوران نوسنگی در سرزمین شام، آناتولی، شمال بین‌النهرین و آسیای میانه بناهای بزرگی بودند و از آجر برای ساخت خانه و دهکده‌های خود استفاده‌می‌کردند. در کاتال‌هویوک (مکانی در ترکیه امروزی)، خانه‌ها گچ‌کاری و رنگ شده بودند و با صحنه‌هایی از انسان و حیوان تزیین شده‌بودند. در فرهنگ نوسنگیِ مردم مالت در اطراف دریای مدیترانه، مردم در معابد مگالیتک به پرستش می‌پرداختند.
در اروپا، «خانه‌های بلند» از اندود و ترکه ساخته‌شده‌بود. مقبره‌های دارای تزئینات برای مردگان بناشده‌بود. این مقبره‌ها اختصاصاً در ایرلند زیاد هستند. جایی که در آن چندین هزار مقبره از این دست در آن هنوز موجود است. مردم نوسنگی در بریتانیا پشته‌های بلند و تالارِ مقبره برای مردگانشان و اردوگاه‌های کازوید و هنگ‌هایی برای معادن سنگ چخماق و یادمانی‌های کرسیوس می‌ساختند.

## معماری خاورمیانه

### معماری ایرانی
کلیه بررسی‌ها و کاوش‌های باستانشناسی حکایت از آن دارد که سابقه معماری ایران به حدود هزاره هفتم قبل از میلاد می‌رسد. از آن زمان تاکنون پیوسته این هنر در ارتباط با مسائل گوناگون، به ویژه علل مذهبی، توسعه و تکامل یافته‌است.
معماری ایران دارای ویژگی‌هایی است که در مقایسه با معماری کشورهای دیگر جهان از ارزشی ویژه برخوردار است: ویژگی‌هایی چون طراحی مناسب، محاسبات دقیق، فرم درست پوشش، رعایت مسائل فنی و علمی در ساختمان، ایوان‌های رفیع، ستون‌های بلند و بالاخره تزئینات گوناگون که هر یک در عین سادگی معرف شکوه معماری ایران است.

### معماری مصر

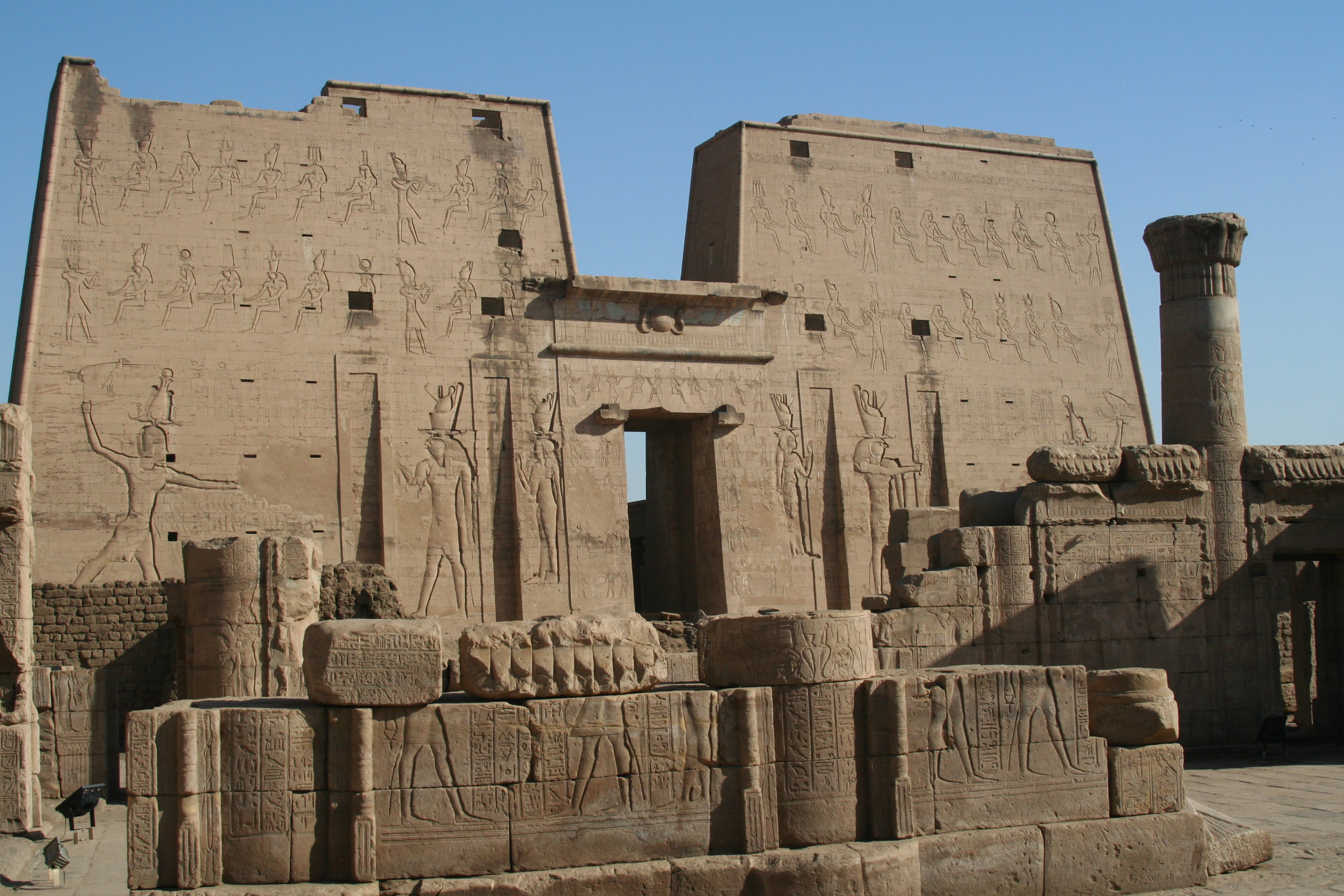

طی ۱۰ هزار سال تمدن مصر باستان که در دره نیل واقع شده یکی از شاخص‌ترین تمدن‌های زمانه خود است. حتی امروزه آثار معماریی مانند مجسمهٔ ابوالهول و اهرام جزو میراث فرهنگی یونسکو محسوب می‌شوند. از ۵۵۰۰ تا ۲۸۰۰ سال قبل، فرمانروایان قدرتمند مصر بناهای عظیم و شگفت‌انگیز زیادی از جمله اهرام، آرامگاه‌ها و معابد زیادی در مصر ساختند که تا امروز پا برجاست. این بناها مانند اهرام جیزه نه تنها ابتدایی نیستند، بلکه معماری بسیار پیچیده و حیرت‌انگیزی دارند که هنر معماری و علم مهندسی سازندگان آن را اثبات می‌کنند. مصالح ساختمانی که مصری‌ها از آن استفاده می‌کردند عمدتاً انواع سنگ معدن و سنگ گرانیت بوده‌است که با قایق‌های عظیم از طریق رود نیل به مصر آورده می‌شده‌است. از جمله بناهایی که از معماری شگفت‌انگیزی برخوردارند می‌توان به دره شاهان و معبد حتشپسوت اشاره کرد.
معماری مصر باستان را منتقدان معماری به چندین روش دسته‌بندی کرده‌اند.
- دسته‌بندی بر پایه مصالح
- دسته‌بندی بر پایه دوره تاریخی

## معماری بین‌النهرین
معماری بین‌النهرین دوره‌ای در تاریخ هنر است که در آن اهمیت نقش برجسته‌ها بیشتر شد، یکی از دلایل این امر آن بود که آشوریان قومی شمالی بودند و سنگ آنجا بیشتر یافت می‌شد. با این حال از آشور اغلب نقش برجسته باقی مانده‌است و تنها یک مجسمه. آثار دورهٔ آشور هم حالتی اسطوره‌ای دارند و هم حالتی زمینی و به قدرت پادشاهان می‌پردازند. صحنه‌های نبرد و جنگ در این دوره مشاهده می‌شود و نقش برجسته‌ها بسیار شلوغ هستند.

## معماری آسیایی شرقی

### معماری چین
معماری چین نیز همانند سایر هنرهای آن از گستردگی و تنوع فراوان برخوردار است، هر چند آثار معماری آنان گاه به علت استفاده از مصالح کم دوام از بین رفته‌اند، ولیکن آنچه از این آثار باقیمانده، گویای این حقیقت است که آثار چین در حد معماری‌های مصر و بین‌النهرین و ایران باستان است. به‌طور کلی معماری چین شامل معابد (کنفوسیوسی، لائوتسه، بودایی) پاگودا، قصر، دیوار بزرگ چین، خانه و دیرها، آرامگاه‌ها و معابد صخره‌ای (غارها) است. معماری چین یگانه سیستم معماری در جهان است که ترکیب بندی چوبی عمده ان می‌باشد که تجلی بخش عمیق اصول اخلاقی چینی‌ها و دیدگاه‌های زیبائی، ارزش و طبیعت است.

### معماری هندوستان

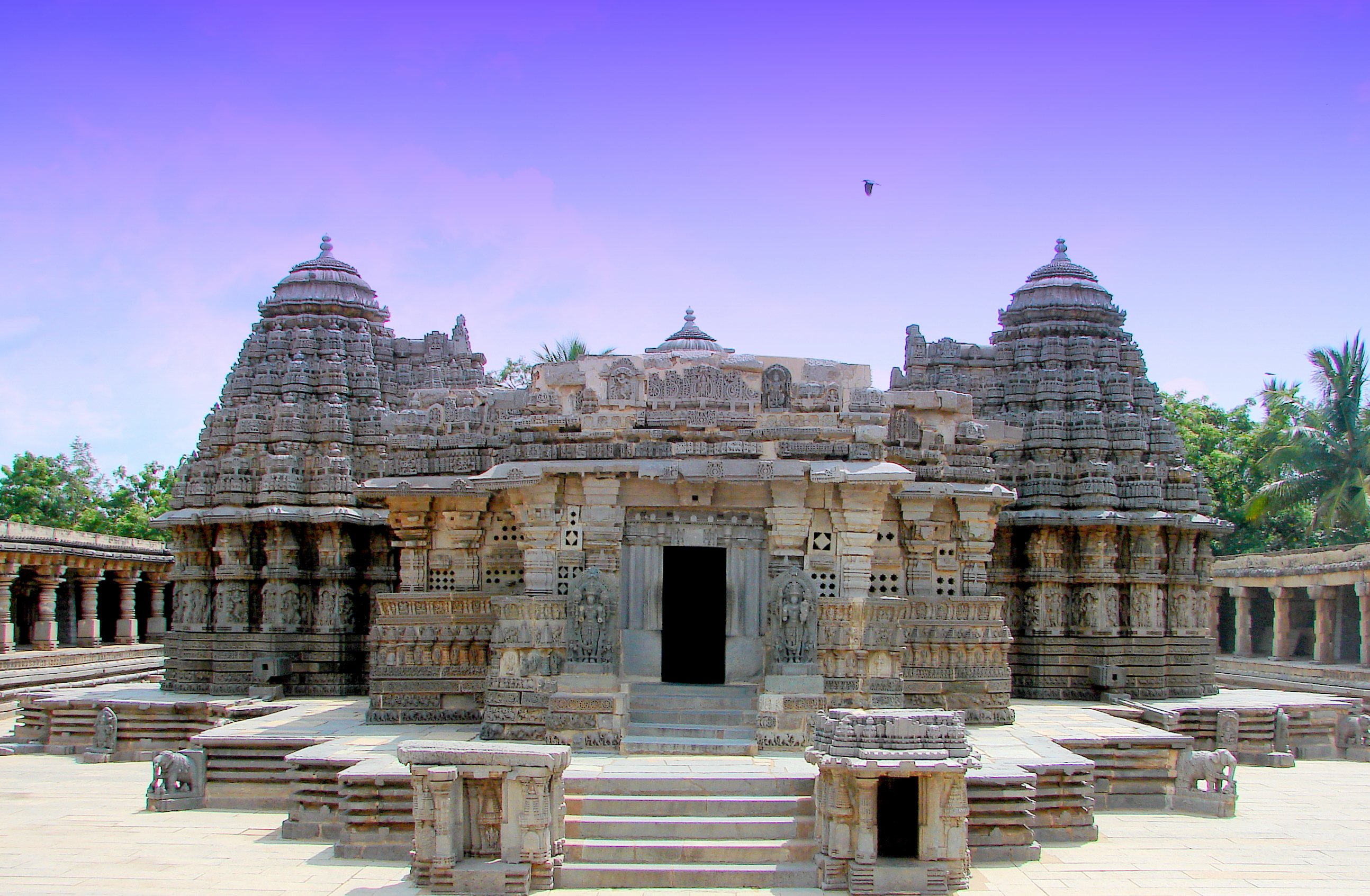

## معماری آفریقا
تاریخ هنر و معماری آفریقا دوره وسیعی را پوشش می‌دهد: شروع آن از ۲۵۵۰۰ سال قبل از میلاد مسیح بوده و تا به امروز ادامه یافته‌است. اولین نمونه‌های آثارهنری در آفریقا تصاویر منقوش از حیوانات بر روی تخته سنگهایی هستند که در غارهایی در کشور نامیبیا کشف شده‌است. این تصاویر حیوانات که یا بر روی دیوار غارها کنده کاری شده یا نقاشی شده‌است، متعلق به سال‌های ۴۰۰۰ تا ۶۰۰۰ قبل از میلاد می‌باشد. معمولاً این نقاشی‌ها نشانگرمراسم آئینی و چگونگی تهیه غذا می‌باشند. جدیدترین مجسمه‌های شناخته شده در آفریقا متعلق به کشور نیجریه و مربوط به سال‌های ۵۰۰ قبل از میلاد تا ۲۰۰۰ بعد از میلاد می‌باشند که نمایانگر سرهای سفالی و تندیسهایی از انسان می‌باشند. بسیاری از نمونه‌هایی که در حال حاضر موجود مباشند مربوط به قرن ۱۴ تا ۱۷ هستند. گرچه آثارهنری که شناخته شده تر است مربوط به قرن ۱۹ و بعد از آن می‌باشد که نسبتاً جدیدترند.

## معماری اروپا

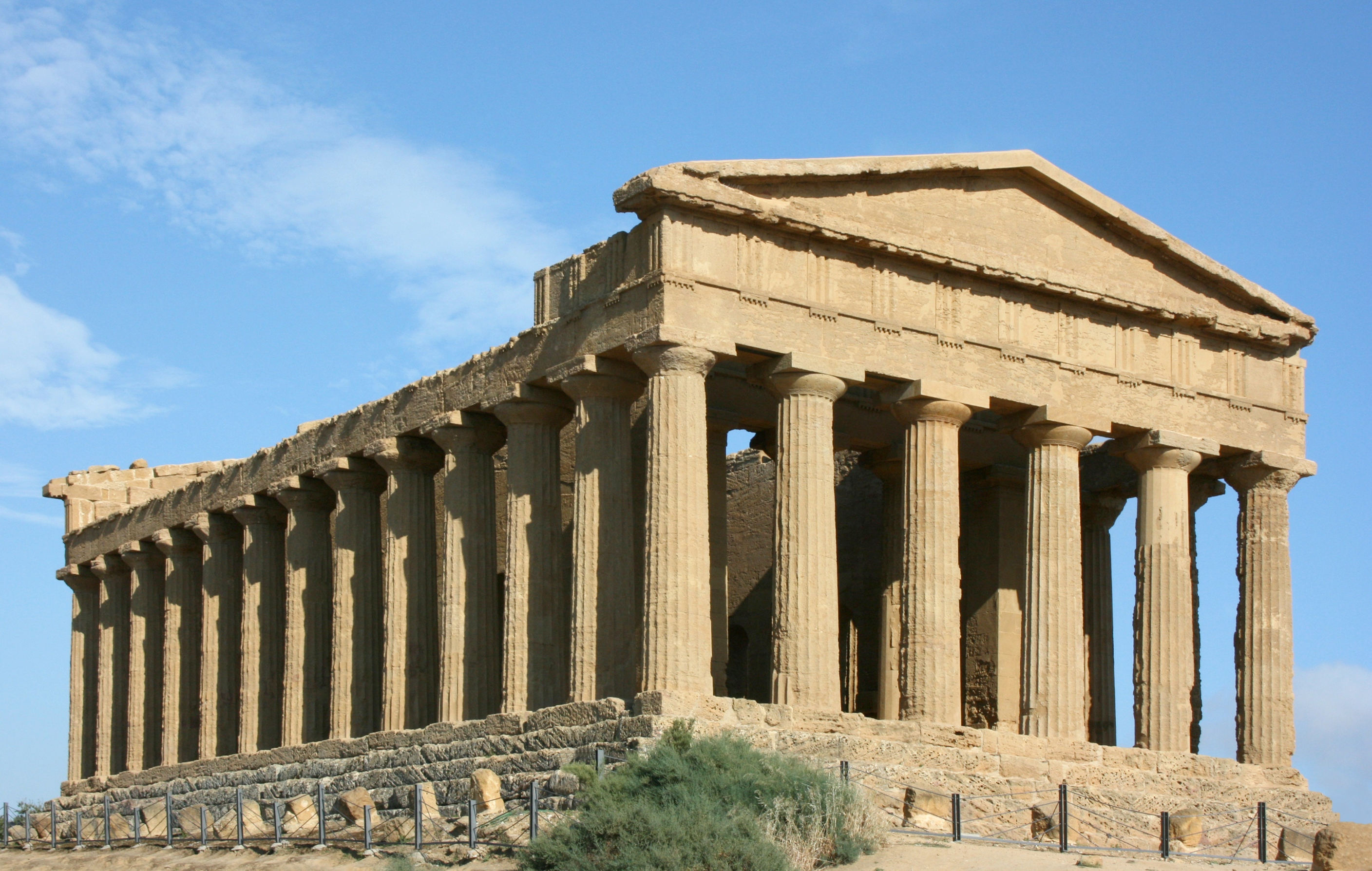

### معماری روم
در ابتدا رو میان در آلونک‌های چوبی به شکل بدوی زندگی می‌کردند. رومیان را می‌توان اولین شهرنشین‌هایی که از آپارتمان استفاده می‌کردند نامید. در روم ساختن ساختمان‌هایی با ارتفاع بیش از ۲۰ متر ممنوع بود. دلیل آن، جلوگیری از فروریختن ساختمان‌ها بود. معماران رومی بیشتر نیروی خویش را بر ساختن بناهای ضروری و عظیم و نقشه‌های کارآمد متمرکز کرده بودند. البته اینان نیز معبدهایی به تقلید از نقشه‌هایی که در آن‌ها عناصری از معماری یونانی و آتروسک به شیوه‌ای بی‌مانند ترکیب شده بودند ساختند. رومی‌ها برای اولین بار طاق‌های قوسی که با طاق ضربی بودند، را مورد استفاده و بهره‌برداری قرار دادند. به نظر می‌رسد استفاده از قوس را از ایرانیان آموخته باشند. کشف بتن معماری رومی را به شدت تحت تأثیر قرار داد. رومی از سنگ «مرمر» برای تزیین بنا استفاده می‌کرده‌اند. ضخامت سنگ را به قدری نازک انتخاب می‌کردند و بسیار شبیه کاغذ دیواری بود.

### معماری رومی‌وار
معماری رومانسک اصطلاحی است که جهت تشریح موضوعی از اروپا که معماری را در اواخر قرن ۱۰ تحت تأثیر قرار داد و در روش گوتیک دخالت خود در طول قرن ۱۲. روش رومانسیک در انگلستان به صورت سنتی‌تری به نام معماری نورمان خوانده شد.
معماری رومانسیک با کیفیت توده‌ای آن، دیوارهای ضخیمش، طاقهای گردش، پایه‌ها محکم، تاقهای فنری برج‌های بزرگ و دالان‌های تزئین شده‌اش شناخته شده‌است. هر ساختمانی شکل واضحی را نشان می‌دهد و به ندرت دارای نقشه‌های معمولی متقارن هستند بنابراین نمای کلّی آن‌ها نسبت به ساختمان‌های گوتیک که دنبالروش است ساده‌تر به نظر می‌رسد.

### معماری گوتیک
معماری گوتیک یکی از سبک‌ها و دوره‌های تاریخی معماری است. این سبک یک سبک مذهبی بوده که همواره در خدمت کلیسا بوده‌است.
آغاز پیدایش هیچ‌یک از شیوه‌های معماری را به دقت شیوهٔ گوتیک نمی‌توان تعیین کرد. هنر معماری گوتیک در میان سال‌های ۱۱۳۷ و ۱۱۴۴ (میلادی) در جریان بازسازی کلیسای سنت دنیس فرانسه پا به عرصه وجود گذاشت و تا اواسط قرن شانزدهم میلادی در اروپا معمول بود.
هنر گوتیک در میان دو دوره رمانسک و رنسانس واقع شده‌است و تا قبل از دوره مدرن گوتیک به عنوان یک صفت منفی به کار می‌رفت فیلاریته از آن به عنوان هنر فلاکت زده یاد می‌کند.

### معماری رنسانس
معماری رنسانس به معماری اروپا در سده‌های ۱۵ و ۱۶ میلادی (دورهٔ رنسانس) گفته می‌شود که از مشخصه‌های آن، نوزایی عناصر فرهنگی روم و یونان باستان بود. رنسانس (به انگلیسی: Renaissance) یا نوزایی، جنبش فرهنگی مهمی بود که آغازگر دورانی از انقلاب علمی و اصلاحات مذهبی و پیشرفت هنری در اروپا شد. عصر نوزایش، دوران‌گذار بین سده‌های میانه و دوران جدید است.
در میان موافقان با آن در دوره رنسانس، به معنای بازگشت به سوی سنت‌های کلاسیک هنر روم و یونان بود. در واقع، مخالفان سبک گوتیک معتقد بودند که می‌خواهند بار دیگر به سوی مؤلفه‌های هنری روم و یونان بازگردند و آن عناصر را احیا کنند.
اولین بار، واژه لفظ رنسانس را فرانسوی‌ها در قرن ۱۶ میلادی، به کاربردند. معمولاً شروع دوره نوزایش را در سده چهاردهم در شمال ایتالیا می‌دانند. خاستگاه رنسانس شهر فلورانس است. این جنبش در سده پانزدهم میلادی، شمال اروپا را نیز فراگرفت. رنسانس، یک تحول ۳۰۰ ساله‌است که در سال‌های ۱۳۰۰ از فلورانس ایتالیا شروع شد و در عرض سه قرن در سراسر اروپا انتشار و در انگلستان پایان یافت.

### معماری باروک

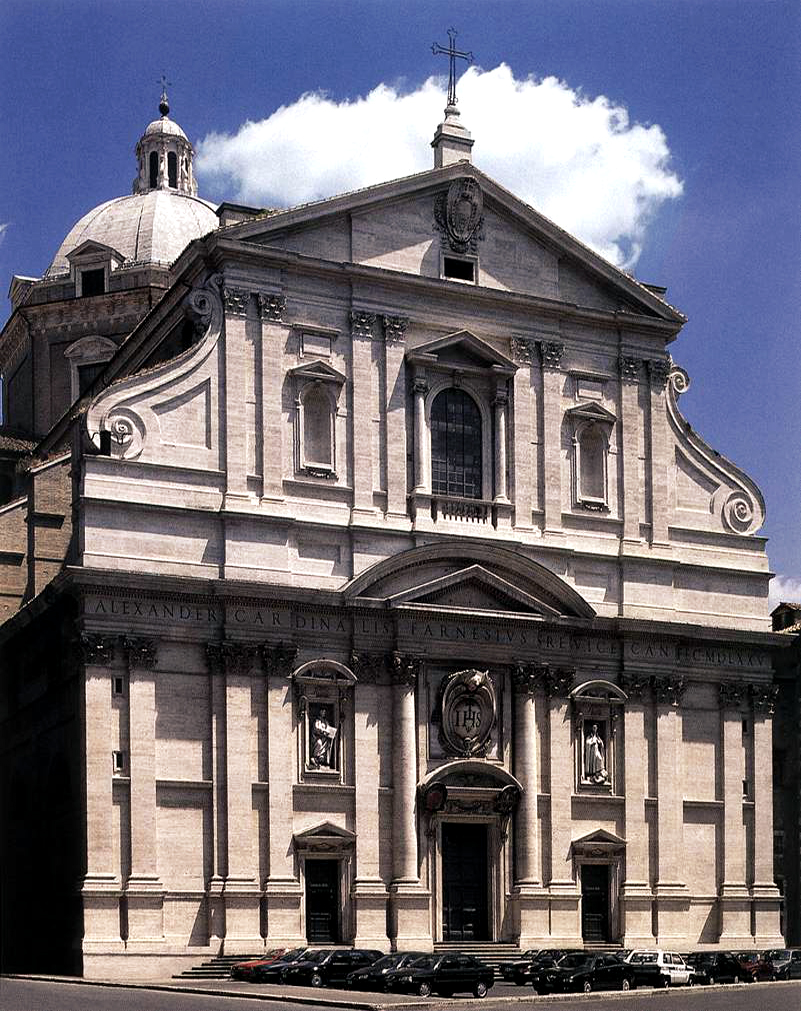
نمای کلیسا گواسو، اولین نمای باروک.

معماری باروک از ایتالیا شروع شد و قسمت اعظم اروپا را هم به زیر پوشش خود درآورد. تقریباً از اوایل قرن ۱۷ تا اواسط قرن ۱۸ در بیشتر کشورهای لاتین گسترش یافت. از نظر منتقدین قرن نوزدهم معماری باروک عبارت است از معماری کلاسیک منحط بی‌ساختار و دارای تزئینات نمایشی زیاد و عجیب و غریب است. در فرانسه سبک باروک با سبک کلاسیک تلفیق شد و پدیده معماری جدیدی به نام کاخ ورسای به وجود آمد. اشراف روسیه تحت تأثیر کاخ ورسای، کاخ سن پیترزبورگ را با معماری باروک ساختند. این سبک معماری در همه جای اروپا وجود دارد.

### معماری روکوکو
در بین سال‌های ۱۶۵۰ تا ۱۷۹۰ میلادی که آخرین دوره معماری باروک به حساب می‌آید، معماران ساختمان‌های زیبای سفید رنگی با منحنی‌های زیبا ساختند. این بناها با کتیبه‌ها و اشکال هندسی و انگوری شکل تزیین داده شده‌است.

### معماری نئوکلاسیک
در بین سال‌های ۱۷۳۰ و ۱۹۱۴ میلادی، معماران با الهام از سبک معماری دوره رونسانس و معماری کلاسیک بناهای جدیدی در بریتانیا، ایالات متحده آمریکا و اروپا خلق کردند که جزئیات زیادی از معماری یونان و رم باستان به عاریه گرفته بود.

### معماری آرت نوو (هنر نو)
در دوره کوتاه سال‌های بین ۱۸۹۰ و ۱۹۱۴ میلادی، سبک هنری جدیدی در گرافیک و طراحی پارچه شکل گرفت که به سبک هنر نو مشهور است. این سبک هنری به معماری و طراحی داخلی هم راه پید کرد. بناها در این سبک از خطوط منحنی و کروی شکل، زیاد استفاده کرده‌اند.

### معماری آرت دکو (هنر تزئینی)
در بین سال‌های ۱۹۲۵ و ۱۹۳۷، طراحی‌های زیگزاگ و خطوط عمودی تأثیری زیادی در هنر معماری داشت. بسیاری از طرح‌های زمینه‌ای که در سبک آرت دکو استفاده شده‌است، از مصر باستان الهام گرفته شده‌است.

### معماری روزگار ویکتوریا
معماری روزگار ویکتوریا یا عصر ویکتوریا یکی از گونه‌های سبک معماری است که در عصر ویکتوریا رواج داشته‌است. شاخصه دکوراسیون داخلی و طراحی داخلی دوران ویکتوریا «نظم و ترتیب و تزئینات» است. سبک ویکتوریایی یا ویکتورین سبک رایج دوران ملکه ویکتوریا است و معمولاً به عنوان سبکی پرکار و لوکس شناخته می‌شود. ویکتورین سبکی است که دقیقاً در نقطه مقابل مینیمالیسم قرار می‌گیرد و بر پایه تزئینات زیاد است و (برخلاف مینیمالیسم) استفاده از اکسسوری‌ها هر چه بیشتر، بهتر.

## معماری آمریکا

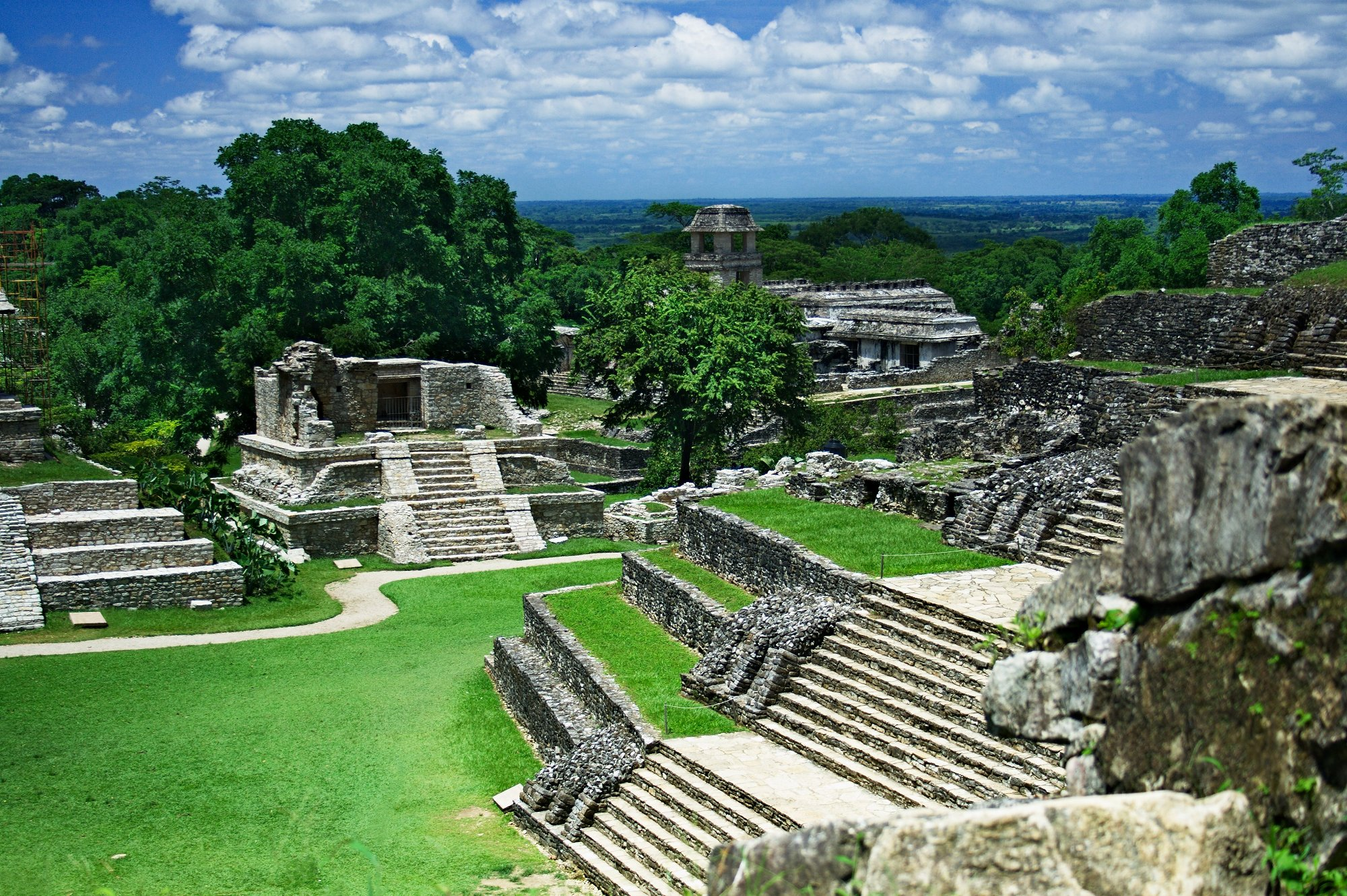

### معماری مایا
معماری مایاها که تا به امروز به جای مانده عمدتاً مبتنی بر ساخت منازل شهری و روستایی، کاخ‌های شاهی و معابد و هرم‌های مذهبی- عبادی و سامانه‌های شهری مانند کانال هاو مخازن آب، راه‌های شهری و بین شهری می‌شد. خیابان‌ها عمدتاً به صورت سنگفرش بودند و برای طراحی شهر مهندسان امر ابتدا نقشه شهر را طراحی کرده و سپس نظر مساعد شاه را می‌گرفتند. معمولاً ساختمان‌های مذهبی مایاها که به صورت هرم بود با مذهب و ایدئولوژی و نیز با گاهشماری مایایی در ارتباط بود. پلکان در معماری جایگاه ویژه‌ای داشت و در همه آثار بگونه‌ای بچشم می‌آید. در نمای ساختمان از موزاییک و انواع رنگ استفاده می‌شد و بکارگیری نقوش و تصویرهای مختلف در درون اتاق‌ها یا راهروها و نمای خارجی ساختمان‌های فاخر ویژگی دیگر معماری آمریکای مرکزی در عصر طلایی مایاها بود.

## معماری مذهبی

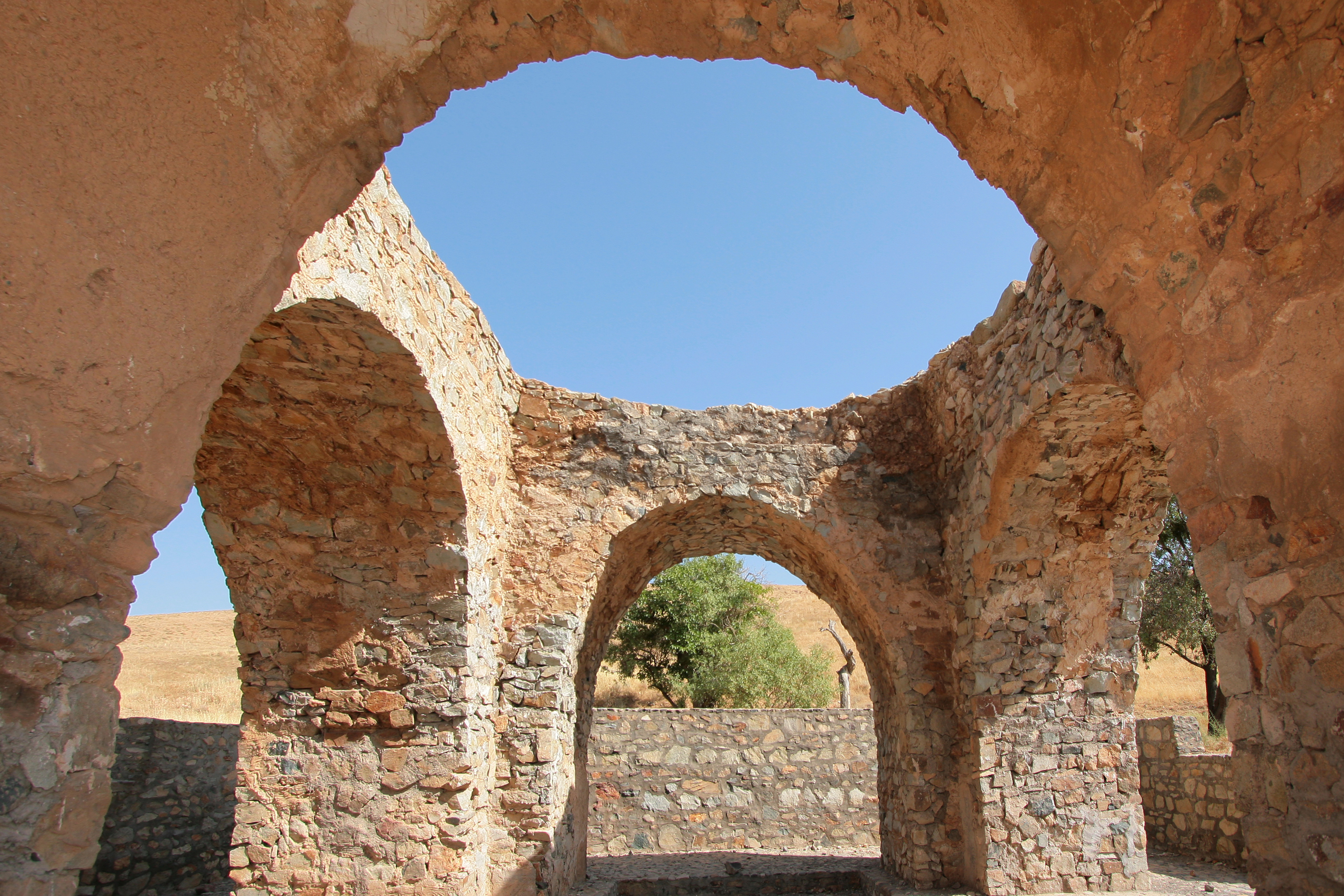
چهارطاقی نویس در استان قم با معماری ساسانی. چهارطاقی‌ها از دیر باز مکانی مقدس برای نگهداری آتش در دیانت زرتشتی بوده‌اند.

معماری مذهبی' به معماری ساختمان‌هایی گفته می‌شود که بر اساس نگرش مذهبی و ایدئولوژی مذهبی طراحی می‌گردد که معمولاً این معماری در ساختمان‌هایی که کاربری مذهبی دارند مانند: آتشکده‌ها، مسجدها، کلیساها، معبدها، خانقاه‌ها و زیارتگاه‌ها دیده می‌شود. معماری مذهبی از میان سبک‌های معماری ایران از جایگاه خاصی برخوردار است. سابقه این نوع معماری به دوران قبل از اسلام به ویژه دوران ساسانیان می‌رسد.

### معماری بودایی
بودا هنگام رحلت از جهان به شاگردانش وصیت کرد که او را بسوزانند و خاکستر او را بر تقاطع چهار راهی دفن کنند. این چهار راه به معنی رمز و علامت است و این علامت‌ها عبارتند از:
1. مرده‌سوزی
2. قرار دادن خاکستر مرده درون یک ظرف
3. دادن کفاره
4. نصب یادبود.

البته عمل مرده‌سوزی در آئین هندوئیزم‌ها وجود داشته که وارد مذهب بودائی شده و در بین بودائی‌ها گاهی بعد از مرده‌سوزی خاکستر مرده را یا به آب گنگ می‌دهند یا از فراز کوهی به باد می‌دهند که چیزی از آن باقی نماند. بعد از اینکه خاکستر را دفن نمودند بر فراز آن ظرف خاکست، تلی از خاک انباشته کرده و به همان شکل بنایی سنگی به وجود آمد که در اصطلاح زبان هندی به آن «استوپا» می‌گویند که بناهای سنگی هندی هستند. یکی از بزرگترین استوپاها در زمان «آشوکا» و به نام «سانچی استوپا» (تل خاک بسیار بزرگ) ساخته شد.

### معماری اسلامی

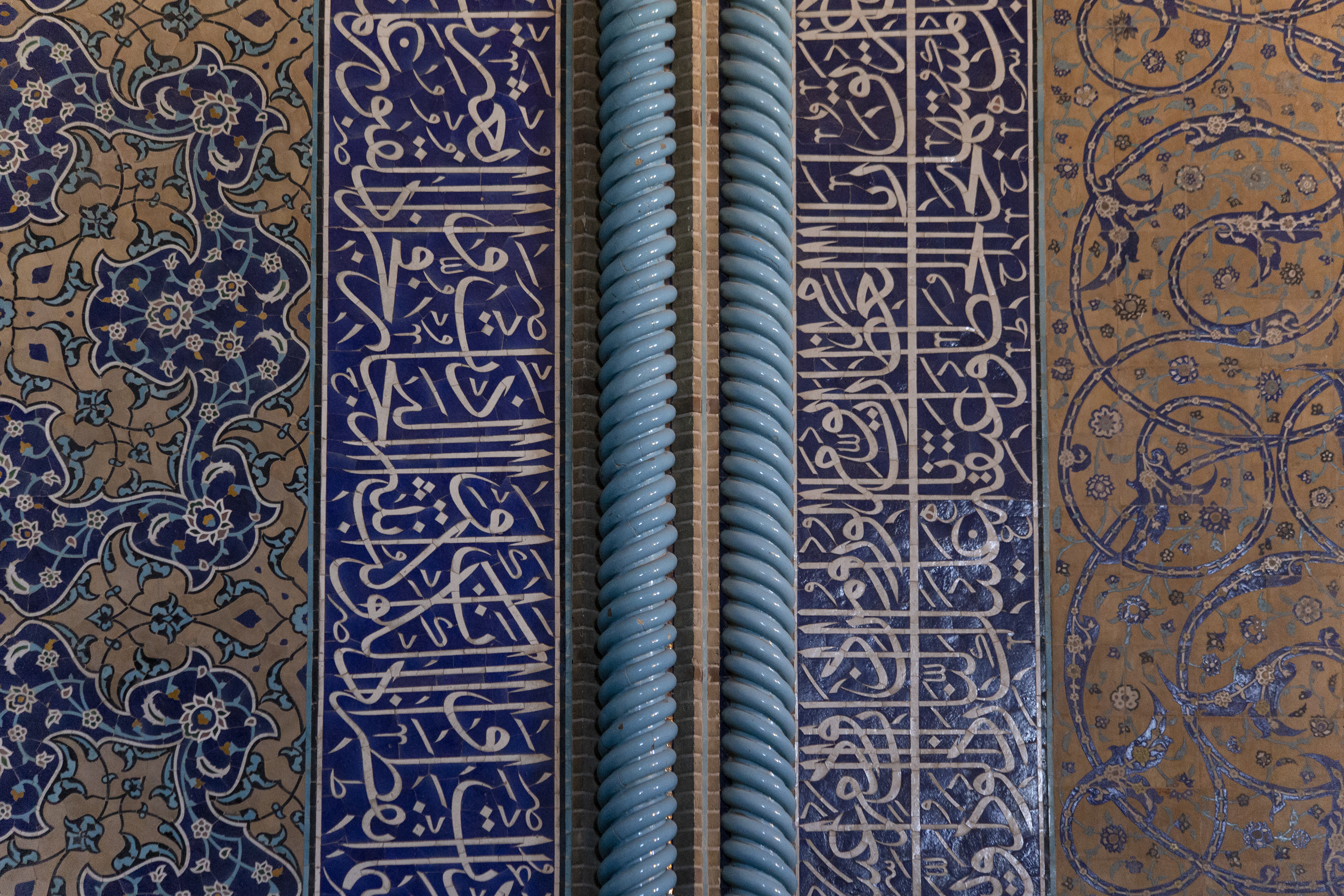
کتیبه‌های اسلامی مربوط به مسجدشاه در شهر اصفهان

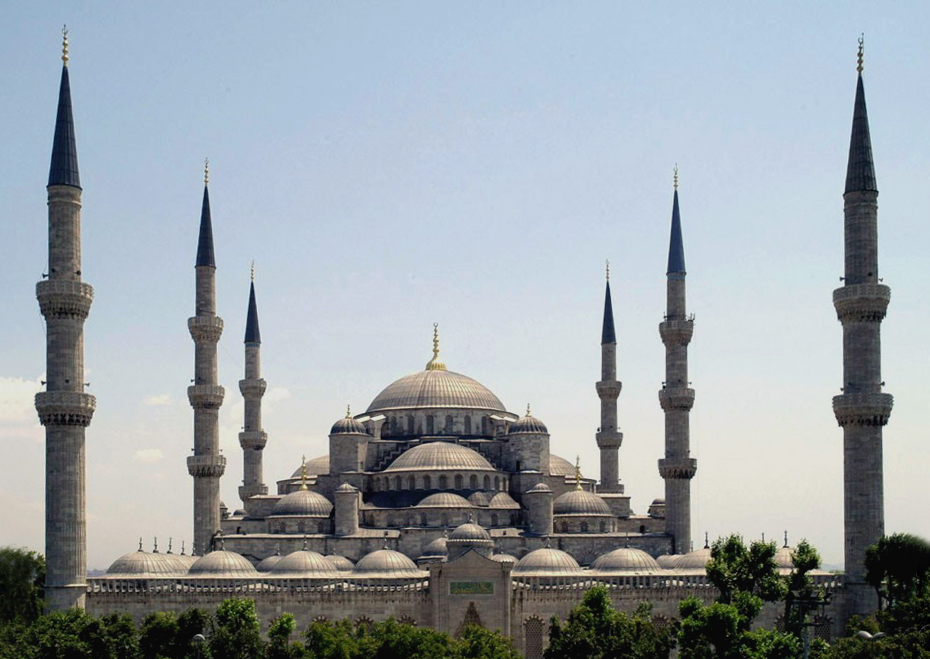

معماری اسلامی، شیوه‌ای از معماری است که تحت تأثیر فرهنگ اسلامی به وجود آمده و دارای چند ویژگی است:
همان گونه که از نام بر می‌آید این گونه از معماری شامل معماری گستره‌ای از جهان می‌شود که ما با عنوان جهان اسلام می‌شناسیم. معماری این کشورها تحت تأثیر ایدئولوژی اسلام در طول زمانی مشخص قرار گرفته و به همین خاطر دارای برخی ویژگی‌های مشترک شدند.
در گستره مکانی جهان اسلام شامل:هند، افغانستان، کشورهای آسیای میانه و قفقاز، ایران، عراق، ترکیه، سوریه، فلسطین، مصر، تونس، الجزایر، مراکش (مغرب) رواج داشته‌است.
گستره زمانی معماری جهان اسلام را می‌توان از سال‌های اولیه ظهور اسلام تا پیش از گستردگی عام معماری مدرن دانست. با این حال نمی‌توان این گسترگی و نقش اثرگذار در معماری را در همه مناطق یکسان دانست. به عنوان نمونه «چنین نقشی در مصر» از سال ۹۲۴ (قمری) به وجود آمد.

## معماری معاصر

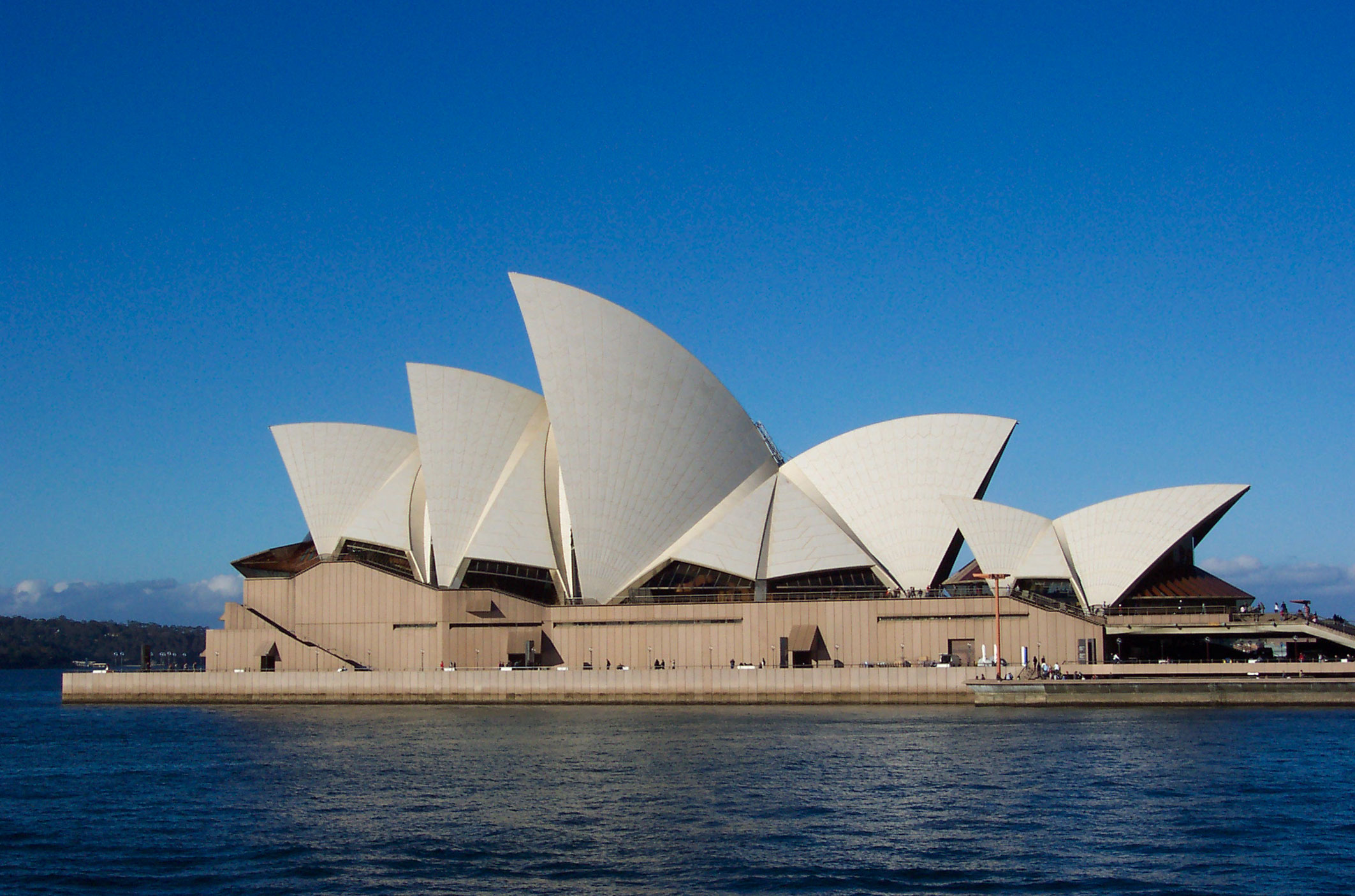

### معماری مدرن

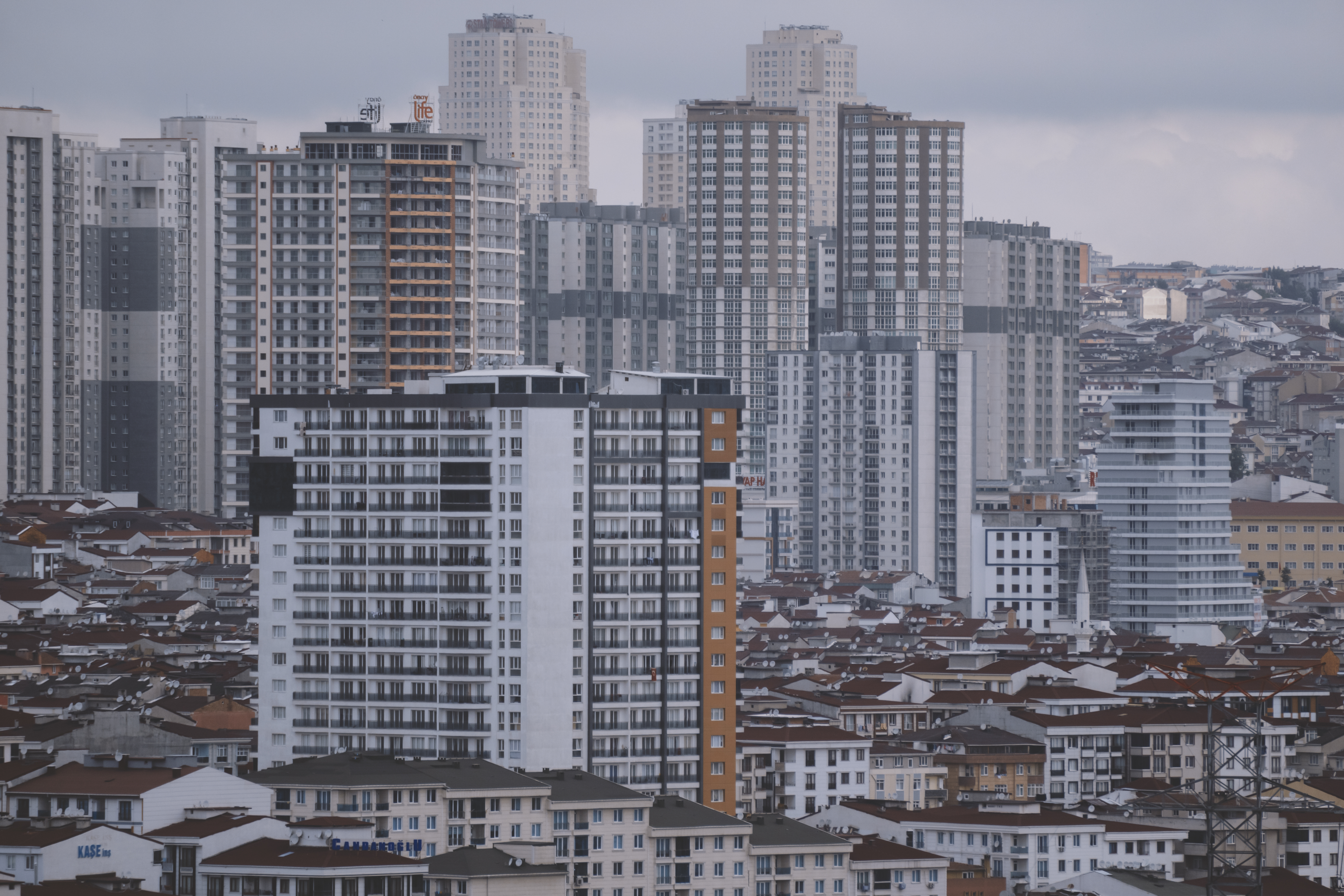
معماری مدرن ساختمان ها در کلانشهر استانبول ترکیه

معماری مدرن یا معماری نوگرا نام جنبشی در معماری است. در معماری مدرن، کارکرد با ایده‌هایی ترکیب می‌شود که مفاهیم و فرم‌های تاریخی از آن حذف شده‌اند. از شیوه‌های این نوع معماری می‌توان سبک بین‌المللی، آرت دکو، معماری آلی، و سبک چمنزار را نام برد.

### معماری هیجان‌نمایی
معماری اکسپرسیونیست یک حرکت معمارانه بود که در شمال اروپا در دهه اول قرن بیستم به موازات هنر بصری و عملی اکپرسیونیست پیشرفت کرد.
عبارت "معماری اکسپرسیونیست برای اولین بار فعالیت‌های پیشرو (اوان گارد) هلندی و اتریشی وچکسلاواکی و دانمارکی را از سال ۱۹۱۰ تا ۱۹۲۴توصیف می‌کند.

### سبک بین‌المللی
سبک بین‌المللی یا شیوه بین‌المللی نام شیوه‌ای در معماری مدرن است که در بین سالیان ۱۹۲۰–۱۹۳۰ در اروپا و آمریکا پایه‌گذاری گردید این اصطلاح منشأ خود را از عنوان یکی از کتاب‌های راسل هیچکاک و فیلیپ جانسون گرفته بود کتبی که برای ثبت اطلاعات برگزاری نمایشگاه هنر معماری مدرن که در موزه هنرهای مدرن شهر نیویورک در سال ۱۹۳۲ نوشته شده بود. ویژگی‌های مدرنیسم را در سرتاسر جهان بر اساس ویژگی‌های مشترک شناسایی و تعریف و طبقه‌بندی می‌کرد. که نتیجه آن تمرکز بیشتر بر ویژگی‌های سبک‌شناسی هنر مدرن بود
اهداف هیچکاک و جانسون برای توصیف یک سبک از آن زمان بود که معماری مدرن را مختصر و مفید کرد.

### معماری پست‌مدرن
معماری پست‌مدرن یا پسانوگرا واکنشی است به سبک بین‌المللی و معماری مدرن و از دهه ۱۹۸۰ به بعد دور گرفت. این نوع معماری همچنین مؤلفه‌ایست از جنبش پسانوگرایی.
این نوع معماری پیرایش و تزیین را باز به میان می‌آورد، و از رنگ‌های زرق و برق‌دار و آرایه‌های نامتجانس اغلب بهره می‌برد.
در این شیوه، به جای استفاده از مفاهیم فاضلانه، سعی در استفاده از جزئیات و نمادهای صرفاً زیبا، مقیاس‌های متناقض، روابط هندسی دلبخواه، و طعنه و ابهام در فُرم‌ها می‌شود.
سبک پست مدرن در واقع جدیدترین سبک معماری است است که از ترکیب مدرنیسم و کلاسیک به وجود آمد. یک نگاه دقیق به سبک‌های مختلف معماری که تا به امروز آمده‌است، تأثیر معماری دوره باستان را نشان می‌دهد.